# Теплодар
Теплода́р — місто в Одеському районі Одеської області України, розташоване на Барабойському водосховищі. Є окремою Теплодарською міською територіальною громадою. Відстань до облцентру становить 40 км і проходить автошляхом E87.

## Історія

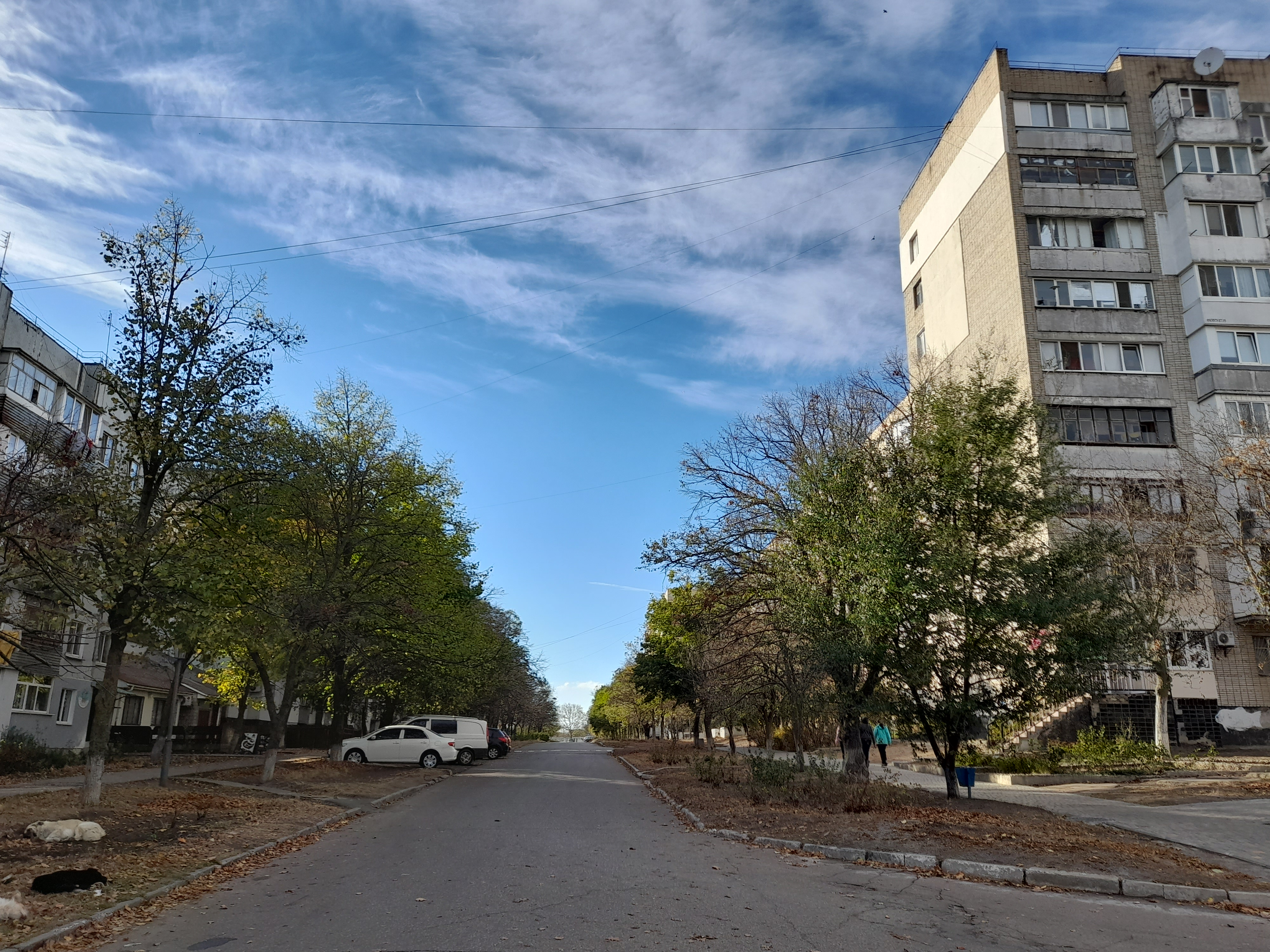
Вулиця Романа Прокопія — центральна вулиця міста

Зародження міста бере свій початок з Постанови Ради Міністрів СРСР про будівництво Одеської атомної теплоелектроцентралі (ОАТЕЦ). У Причорномор'ї, поблизу міста Одеси актом державної комісії від 1 серпня 1980 року, що затверджений постановою Ради Міністрів УРСР від 28.08.1980 року, був визначений майданчик для будівництва селища міського типу та атомної теплоелектроцентралі (АТЕЦ). Проєкт будівництва селища атомників розробили Одеська філія інституту «Діпромісто», атомної теплоелектроцентралі — Горьківська філія Інституту «Атомтеплоелектропроект» Міністерства енергетики СРСР.
Населений пункт не мав назви. Указом Президії Верховної Ради Української РСР від 2 лютого 1983 року йому було присвоєно назву Теплодар. Одеський виконком своїм рішенням від 15 лютого 1983 року № 113 підпорядковував селище Теплодар Біляївській міській раді; з 07.07.1983 р. смт. 3 вересня 1985 року передано в підпорядкування Центральній районній раді м. Одеси. Статус міста обласного значення Теплодар набув 17 липня 1997 року.
Будівництво селища набирало швидких темпів. Це був дуже важливий стратегічний об'єкт держави. Сторінки газет майоріли статтями про мирний атом. До травня 1983 року на об'єктах АТЕЦ, що будуються, та в селищі розміщувалось 47 різноманітних організацій, в яких працювало 2775 осіб, в тому числі 24 будівельні організації, З транспортні організації, житлово-експлуатаційний комбінат, 15 підприємств торгівлі та побуту, здравпункт, фельдшерсько-акушерський пункт та аптека.
У 1981 році була створена дирекція ОАТЕЦ, директором якої був Дубенський В. Ф., його заступником — Руденко І.І, секретарем директора — Макеєва А. О., старшим інженером — Передрій А. Ф., бухгалтером-касиром Цуркан Л. К., старшим інженером-економістом Анферова С. І., старшим інженером Пінчукова Т. В.
Після катастрофи на Чорнобильській АЕС внаслідок перевірки технологічних норм будівництва ОАТЕЦ було виявлено, що майбутня станція розташована на ділянці, пов'язаній із небезпекою зсуву ґрунтів, а також із численними карстовими пустотами. Наприкінці 1980-х років роботи навколо станції було заморожено, а 1997 року повністю припинено.

## Політика

### Парламентські вибори, 2019
На позачергових парламентських виборах 2019 року у місті функціонували 4 окремі виборчі дільниці № 511060–511063.
Результати
- зареєстровано 7398 виборців, явка 48,92%, найбільше голосів віддано за «Слугу народу» — 51,48%, за «Опозиційну платформу — За життя» — 20,17%, за Партію Шарія — 6,84%.[5] В одномандатному окрузі найбільше голосів отримав Сергій Колебошин (Слуга народу) — 46,64%, за Сергія Боба (Опозиційна платформа — За життя) — 11,51%, за Василя Гуляєва (самовисування) — 8,82%[6].

## Інфраструктура та зони відпочинку

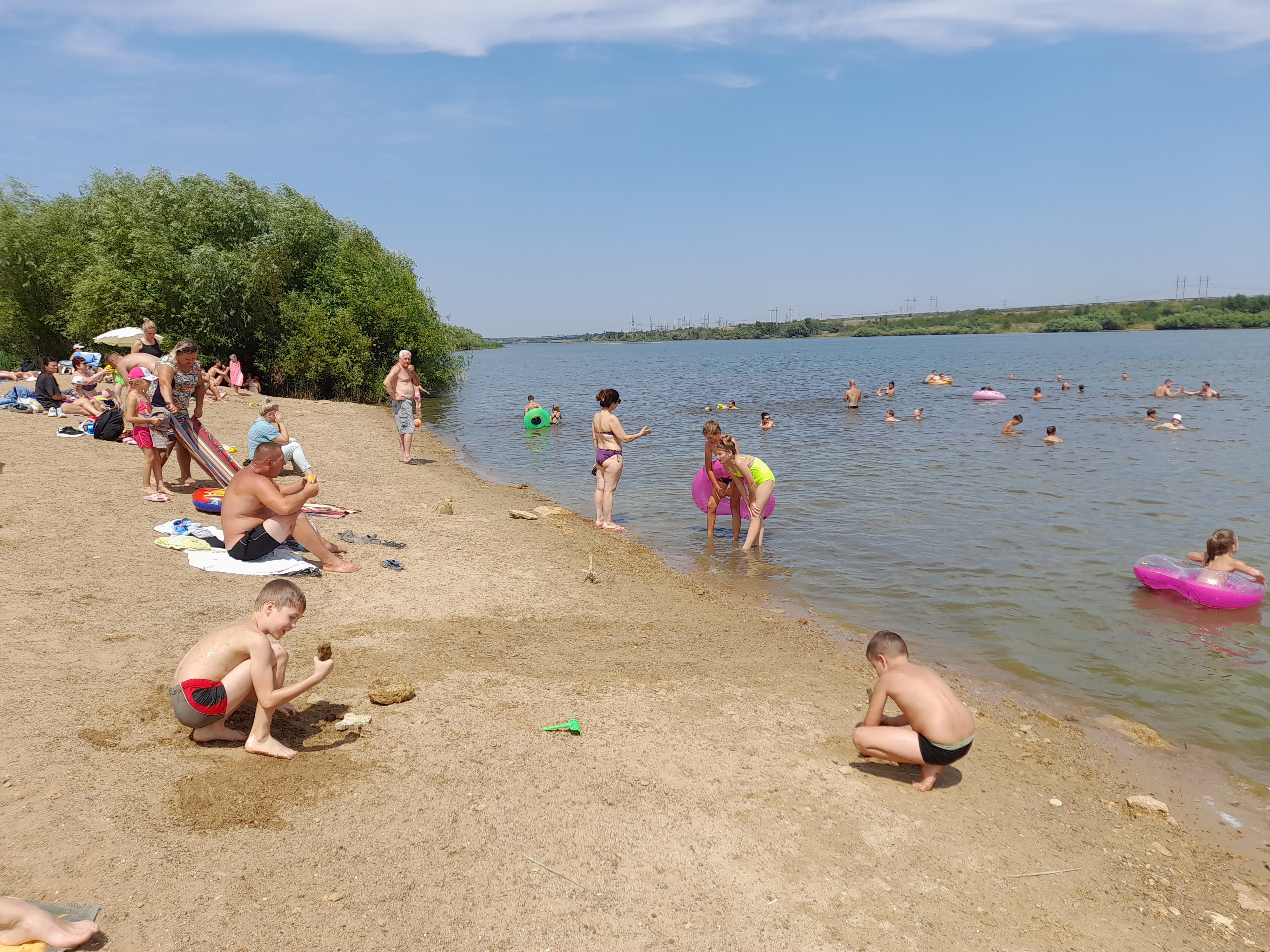
Міський пляж на Барабойському водосховищі

У місті функціонує загальноосвітня школа І—ІІІ ступенів, професійний ліцей та два дитячі дошкільні заклади, є музична школа та будинок дитячої та юнацької творчості.
Місто з'єднане з Одесою регулярним автобусним сполученням. У самому Теплодарі, у зв'язку з його маленькою площею, громадський транспорт відсутній.
У 2021 році на березі Барабойського водосховища, біля якого розташоване місто, вперше було обладнано піщаний пляж для купання.

## Населення

### Національний склад
Розподіл населення за національністю за даними перепису 2001 року:
| Національність  | Відсоток |
| --------------- | -------- |
| українці        | 68.49%   |
| росіяни         | 25.70%   |
| молдовани       | 1.75%    |
| болгари         | 1.15%    |
| білоруси        | 1.03%    |
| вірмени         | 0.20%    |
| гагаузи         | 0.18%    |
| інші/не вказали | 1.50%    |

Етнічний склад населення міста на 2001 рік був представлений таким чином:
- українці — 68,5 %;
- росіяни — 25,7 %;
- молдовани — 1,7 %;
- болгари — 1,2 %;
- інші національності — 2,9 %[9].

| 1989 | 2001 | 2016   |
| ---- | ---- | ------ |
| 8349 | 8830 | 10 296 |

| українська мова | російська | румунська | болгарська |
| --------------- | --------- | --------- | ---------- |
| 55,80 %         | 42,43 %   | 0,56 %    | 0,42 %     |

## Почесні громадяни міста
- Борщ Євген Григорійович (1998)
- Дубенський Володимир Федорович (2009)
- Підченко Олександр Семенович (2010)
- Матушка Никодима (2011)
- Шевченко Таїсія Йосипівна (2011)
- Кучерук Олексій Васильович (2016)
- Губерник Аркадій Олексійович (2017)
- Бобирь Володимир Григорович (2018)
- Чуйко Олександр Миколайович (2019)
- Сорока Микола Мойсейович (2021)

## Галерея

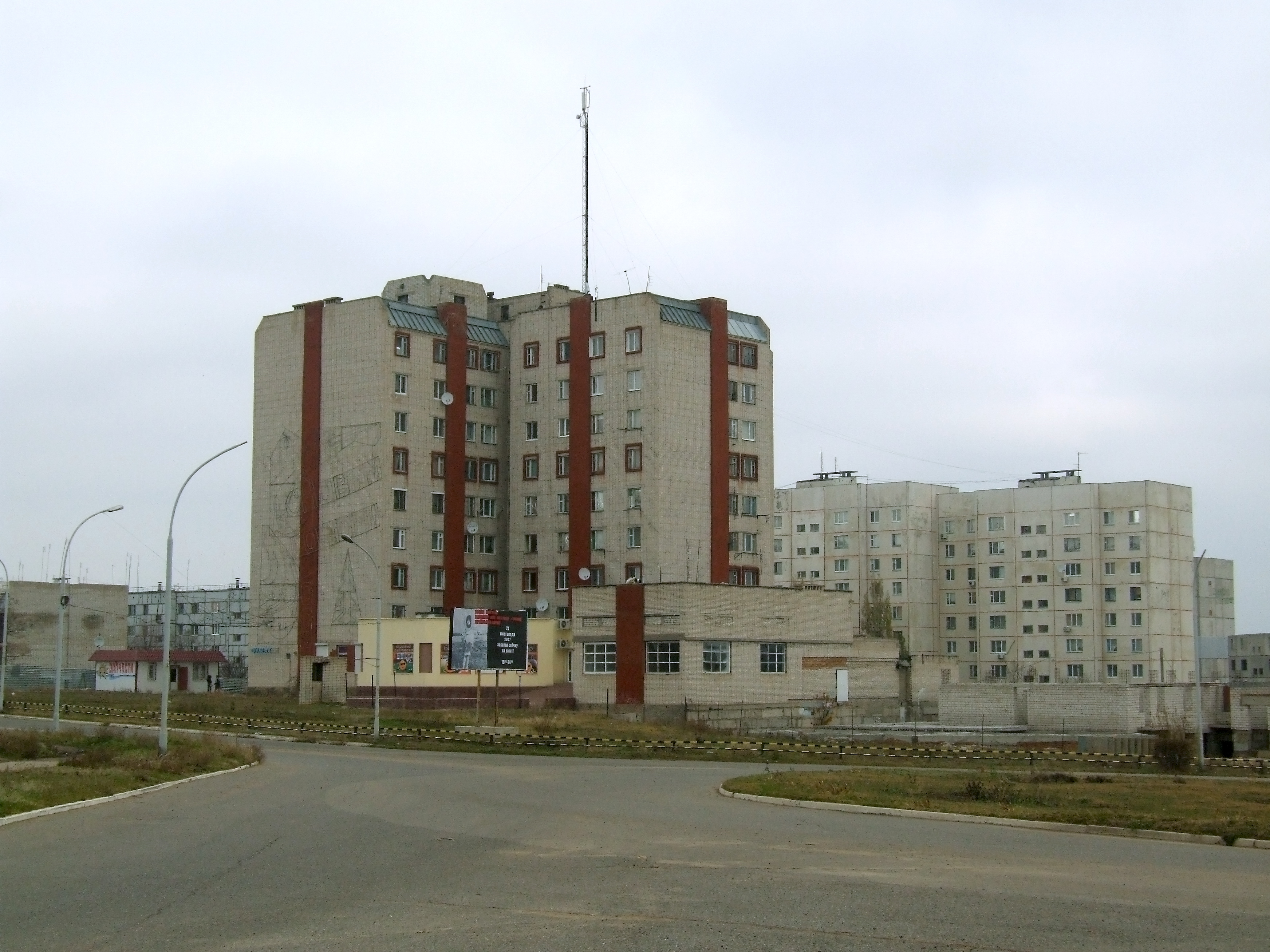
Проспект Енергетиків: квартали з південного боку міста
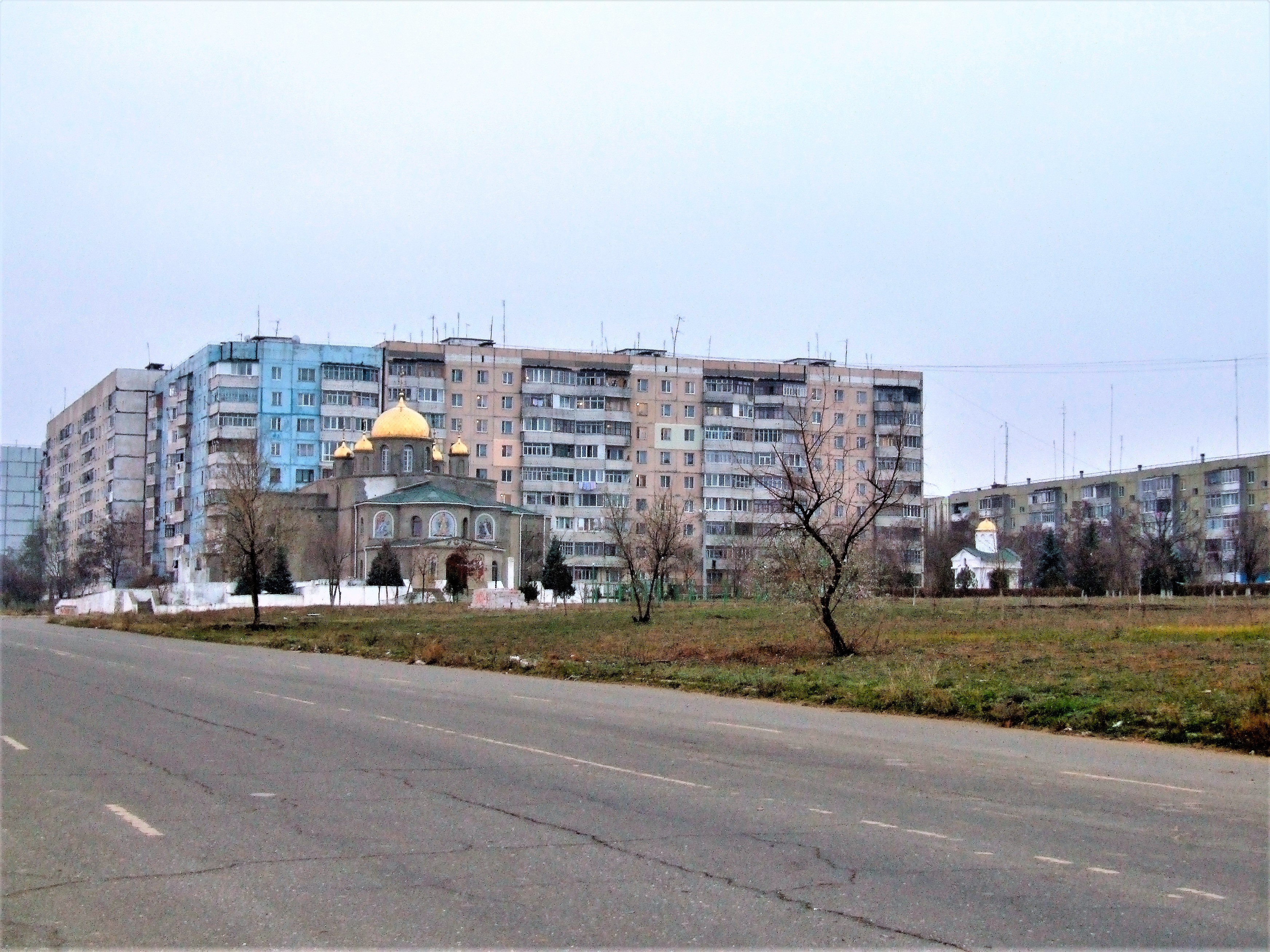
Проспект Енергетиків: північний бік міста
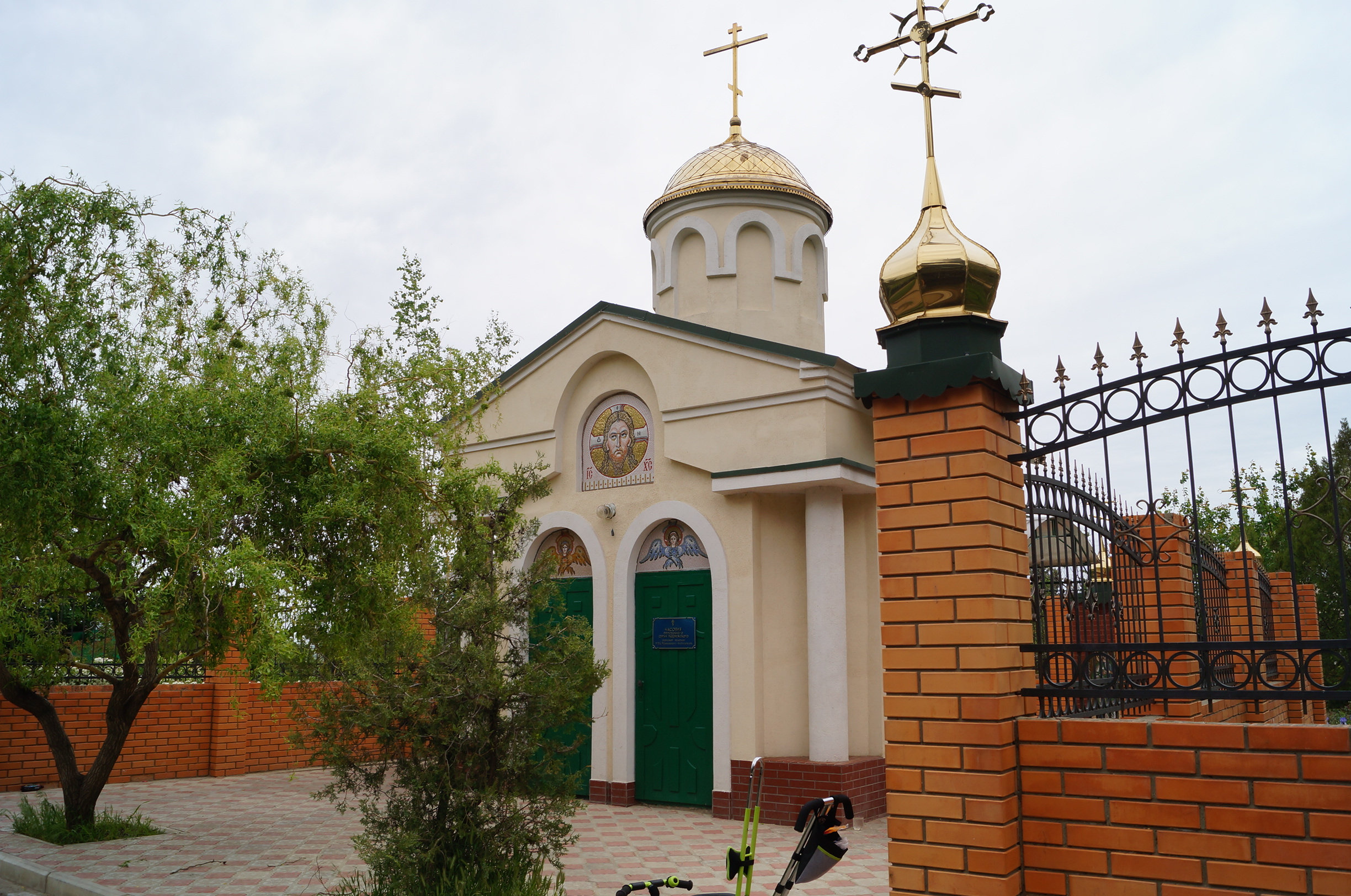
Свято-Воскресенський теплодарський жіночий монастир
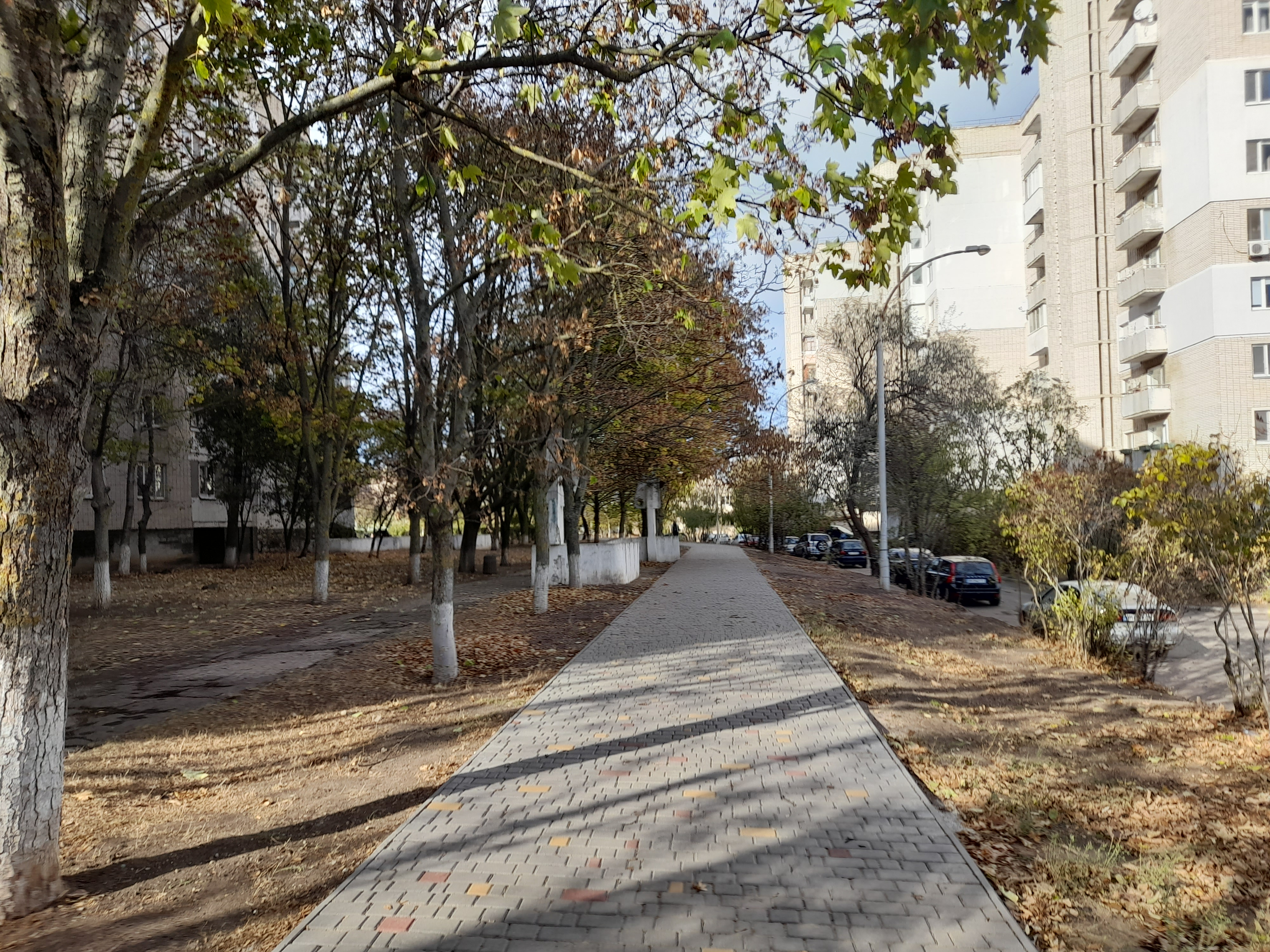
Квартали по вул. Романа Прокопія
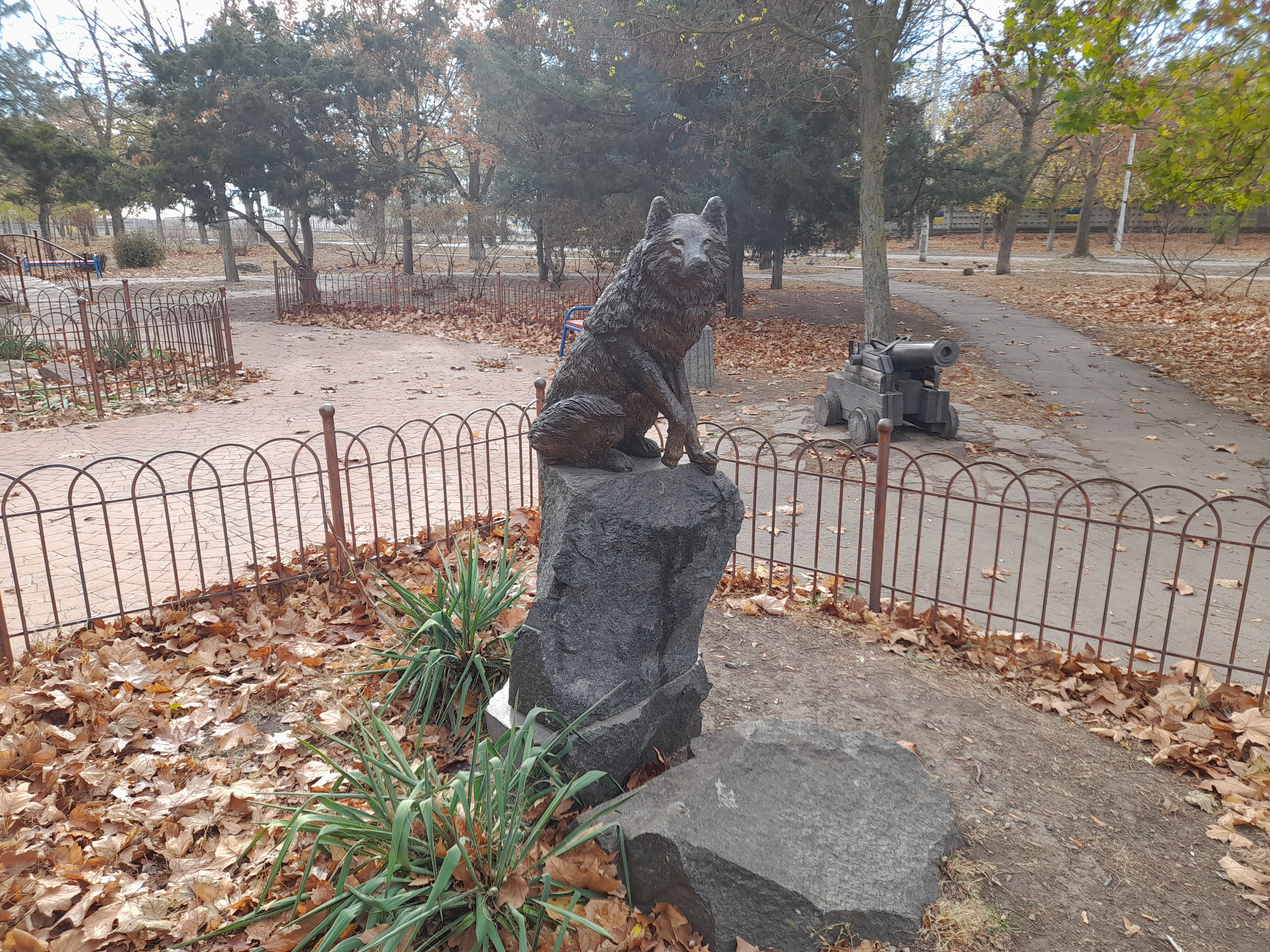
Дитячий майданчик у Міському саду
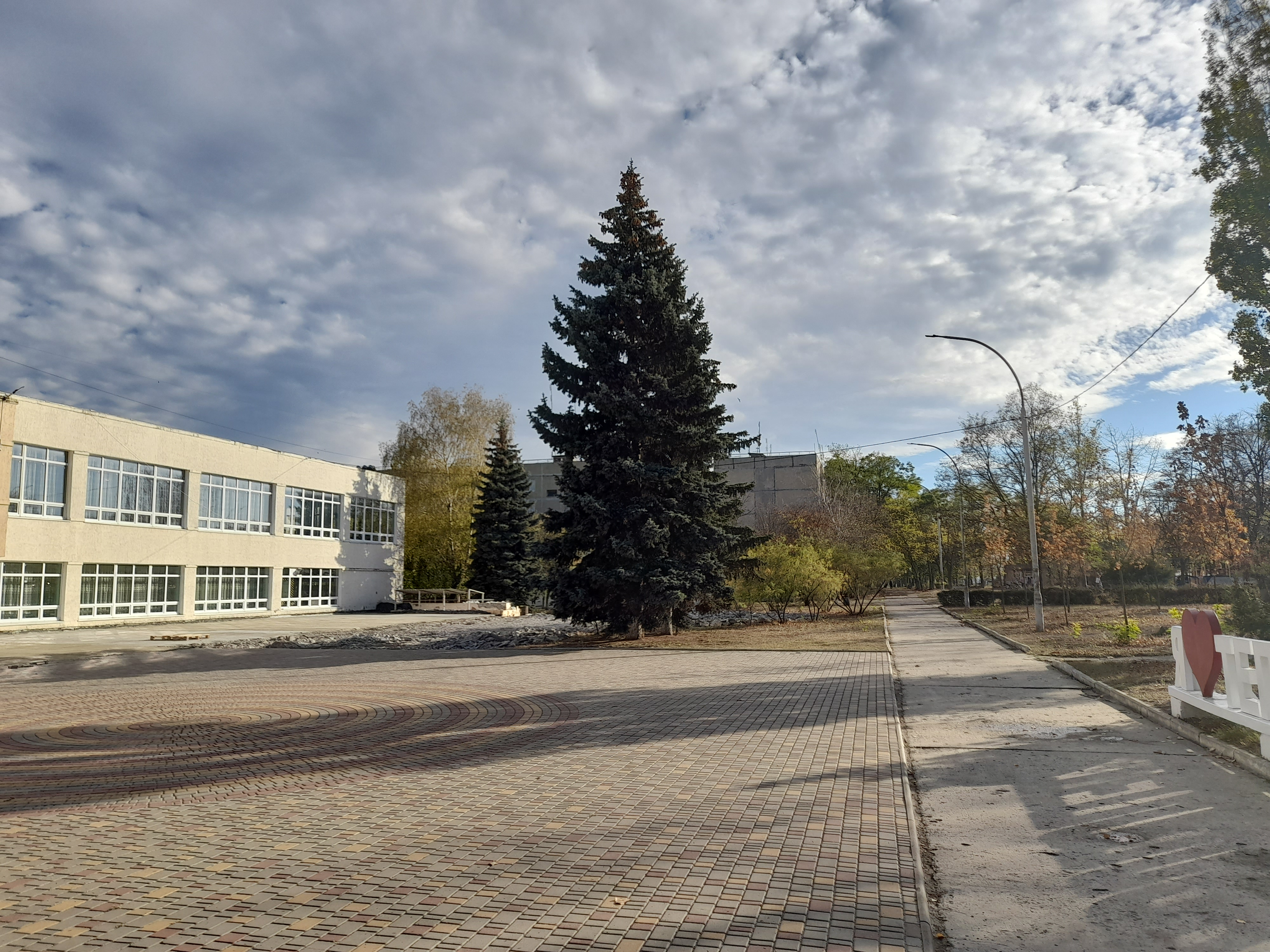
Школа
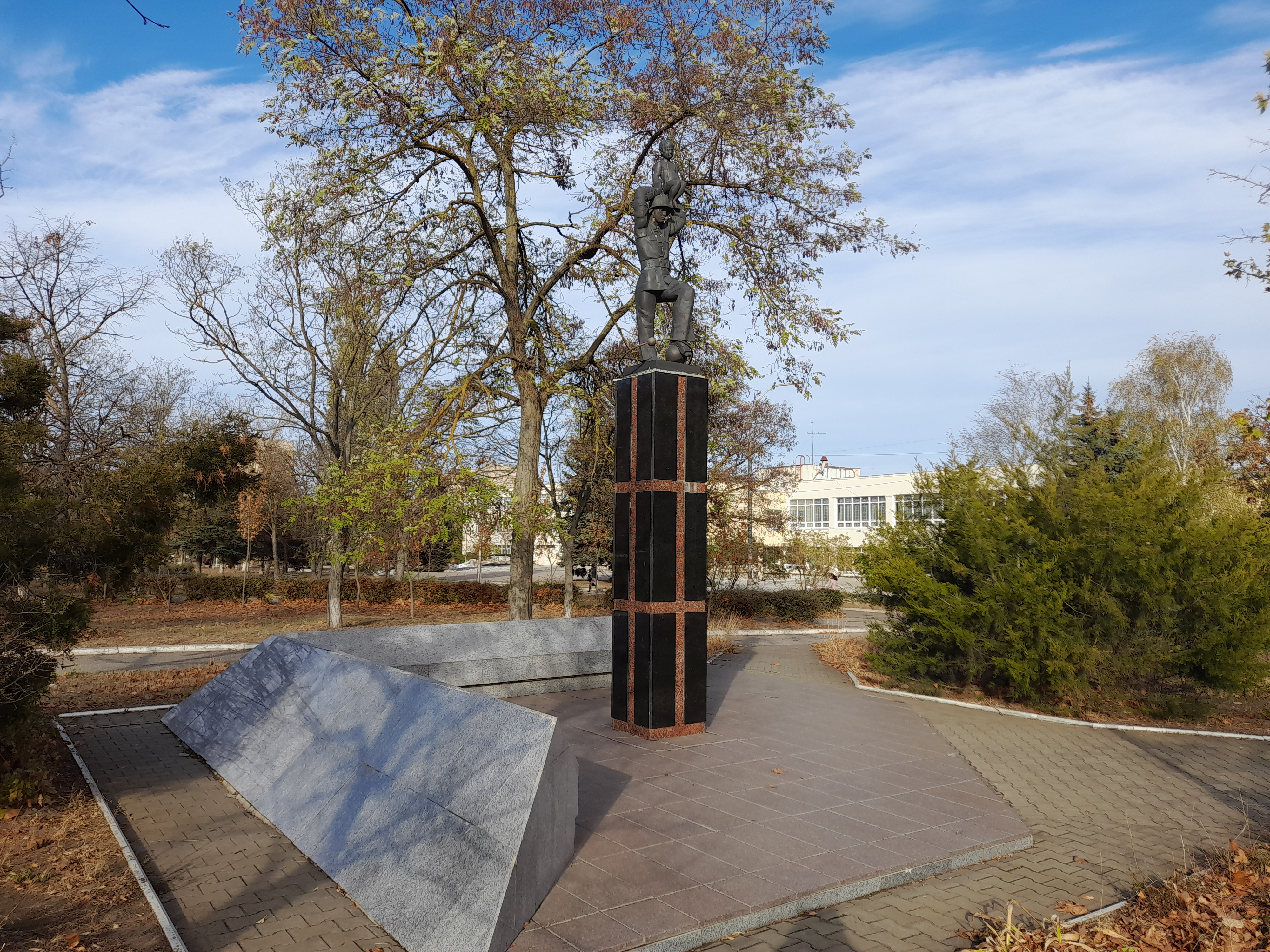
Пам'ятник героям-чорнобильцям